# Затеняющая сетка
Затеняющая сетка используется для накрытия теплиц и открытого грунта, с целью защиты растений от солнца. Материал сетки представляет собой полотно с ячейками, имитирующее тень, позволяя распределять свет равномерно.

## Технологии производства
В процессе производства сеток используют нить синтетического происхождения. С помощью переплетения нитей получаются ячейки разного диаметра. Через них проходит солнечный свет, необходимый для нормального роста культур, давая легкую тень.
Синтетическая нить, используемая в изготовлении сеток устойчивая к неблагоприятным климатическим условиям и ультрафиолету.

## Принцип действия
Сетки частично отражают солнечные и ультрафиолетовые лучи, создавая оптимальные условия для нормального роста культур. Благодаря легкой тени влага из почвы испаряется медленно, что снижает количество поливов. Сетка даёт возможность добиться равномерного распределения солнечных лучей, позволяя растениям получать необходимое количество солнечного света. Там, где используется затеняющаяся сетка, урожайность увеличивается до 10 %, за счёт улучшения фотосинтеза у растений.

## Использование
Сетку устанавливают снаружи либо внутри теплиц, в открытом грунте полотно натягивают на специальные подпорки. Благодаря затеняющему материалу культурные растения полностью защищены от неблагоприятных климатических условий. Устанавливать сетку рекомендуется в теплицах разной площади не зависимо от покрытия: агроволокно, стекло, поликарбонат и ПВХ плёнка.

## Виды затеняющих сеток
От диаметра ячеек, сетка отличается по проценту затенения:
- Сетка, которая даёт тень на 45 %, хорошо подойдет для бахчи, огурцов.
- 60 % — пасленовых культур, перца.
- 70 % — применяется для накрытия теплиц снаружи, выступая в качестве защиты культур от сильного перегрева, пропуская при этом достаточно света.
- 80 % — даёт хорошую тень, поэтому она идеально подходит для укрытия двора, ограждения и транспортных средств.
- 85 % — применяют для накрытия площадок, беседок.
- 95 % — используют как маскировочный материал, устанавливая его на ограждения теннисной корт.

Во время монтажа сетки нужно внимательно отнестись к её крепежу до конструкции. Плохо закрепленный материал может повредиться при сильном ветре. Сетки бывают:
- Красные: защищают растения от ультрафиолета.
- Серые: способствую защите от заморозков.
- Зелено-синие: создают оптимальный микроклимат для роста культур.

#### Свойства и специфика затеняющей сетки
Благодаря полимеризации материала средним давлением обеспечивается высокая степень устойчивости сетки к химическому и механическому повреждению. Материал не подвергается гниению и не пересыхает при высоких температурах и воздействии ультрафиолета.
В сетке используется узелковое плетение при изготовлении волокна, что обеспечивает материалу надежное крепление основ, способствующее равномерному распределению солнечных лучей. В случае повреждения полотна, деформация его краев минимальна. Плотность материала варьируется в пределах от 35 до 180 грамм на квадратный метр.

#### Классификация
В зависимости от свето пропускной способности сетка классифицируется:
- От 55 % до 95 % — высокая.
- От 35 % до 55 % — средняя.
- От 25 до 35 % — низкая.

Пропускная способность зависит от ячейки, чем больше её диаметр, тем материал лучше пропускает солнечные лучи.

## Преимущества
Если сравнивать сетку с другими видами агропромышленными товарами, используемых для защиты растений, то она обладает неоспоримыми преимуществами:
- Материал не выделяет токсических веществ в атмосферу, поэтому является полностью безопасным для окружающей среды.
- Малый вес, сетка удобна в транспортировке и монтаже.
- Широкий выбор полотна с разным уровнем затенения от 25 %-95 %.
- Равномерно распределяет солнечные лучи, защищая растения от пагубного влияния неблагоприятных климатических условий.
- Обладает высоким уровнем стойкости к разрыву и растяжки.
- Имеет длительный срок службы.
- Не требует специального ухода.
- Благодаря использованию специальной технологии изготовления, сетка не распускается при повреждении, поэтому при её разрезе дополнительная обработка краев не нужна.

В среднем сетка служит до пяти лет. После использования её аккуратно снимают, скручивают в рулон и убирают в сухое и теплое помещение, в котором температура не опускается ниже 0 градусов. При длительном воздействии минусовой температуры, сетка теряет свою прочность и эластичность, что со временем приводит к быстрому износу материала. При правильном хранении сетка может прослужить до семи лет и более.